# Святой и страшный аромат
«Святой и страшный аромат» (эст. «Püha ja õudne lõhn») — фантастический роман с элементами детектива эстонского писателя Роберта Курвица, написанный в 2013 году и впоследствии ставший сценарной основой для разработанной им компьютерной игры «Disco Elysium» (2019). По мнению критиков, является одним из наиболее значимых произведений эстонской литературы последнего десятилетия, после «пропащих нулевых», однако не был замечен широкой публикой — было продано лишь около 1000 экземпляров книги, из-за чего Курвиц впал в депрессию и запил, пока его друг Каур Кендер не помог выйти из неё (также именно Кендеру пришла идея переработать роман в сценарий для компьютерной игры).
Действие романа разворачивается в том же мире, что и игра «Disco Elysium», спустя примерно двадцать лет после её событий. Сюжет развивается вокруг трёх мужчин, которые продолжают разыскивать своих школьных подруг — четырёх сестёр, пропавших двадцать лет назад при странных обстоятельствах. События постоянно отсылают к разным временным этапам жизни и расследования главных героев.
В 2020 году планировался выход англоязычного и русскоязычного издания романа, не состоявшийся из-за пандемии COVID-19. Существуют полные фанатские переводы на русский и английский языки.

## Сюжет
Три главных героя — школьники Йеспер, Хан и Тереш — во время летних каникул знакомятся и заводят бурные романтические отношения с тремя самыми популярными девушками своего класса, сёстрами Лунд (Шарлоттой, Молин и Анни), которые навсегда меняют их жизнь. Под влиянием девушек парни воруют родительский алкоголь и покупают амфетамины, впервые в жизни испытывая настоящую любовь.
Незадолго до начала учебного года девочки вместе со своей пятилетней сестрой Май внезапно исчезают. Их родители, богатый бумагопромышленник и министр образования раздувают эту историю, и без того наведшую шуму в тихой северной стране, до невероятных масштабов. В поисках задействованы все возможные ресурсы, но ни девочек, ни даже их тела так и не удаётся найти.
Двадцать лет спустя уже взрослые Йеспер, Хан и Тереш живут своей жизнью. Йеспер стал знаменитым дизайнером, Тереш — агентом международной полиции, а Хан, больше всех поражённый исчезновением возлюбленной, построил всю свою жизнь вокруг феномена исчезновений. Он живёт в подвале своей матери и коллекционирует вещи, связанные с пропажами людей и вещей, таких как корабли и аэростаты. Накануне встречи одноклассников Йесперу попадает в руки фрагмент документального фильма его знакомого режиссера, в котором тот берет интервью у известного маньяка и педофила Видкуна Хирда, который, стремясь впечатлить интервьюера, рисует на листке бумаги созвездие, в точности повторяющие родинки на спине одной из пропавших девочек.
Пораженные этим событием, герои решают возобновить расследование. Тереш, нарушая закон, допрашивает Хирда с помощью аппарата ZA/UM, позволяющего видеть мысли. Он узнает, что Хирду о родинках рассказал его сокамерник, осужденный за педофилию Дирек Трентмёллер, которому, в свою очередь, об этом якобы поведал его любовник — тоже педофил, скрывающийся под псевдонимом «Продавец Линолеума». Сбегая от преследования закона, Тереш уговаривает своих друзей найти Дирека в доме престарелых, где также допрашивает его с помощью ZA/UM. Однако пожилой Дирек находится в состоянии деменции и из его головы не удаётся достать ничего внятного. Непонятно, был ли он сам «Продавцом Линолеума», или это действительно был его любовник. Герои, не зная, что делать дальше, решают обратиться к своему однокласснику по кличке Изи-Чиль, способного по слухам выяснять места смерти пропавших людей.
В этот момент в мире книги начинается мировая война. Серость (загадочная материя, отделяющая друг от друга континенты — изолы) внезапно расширяется, поглощая часть Катлы (страны, где проживали герои). Опережая её, они успевают найти Изи-Чиля и выяснить, что, по его мнению, девочки не мертвы. Окрылённые успехом, они, однако, ничего не могут поделать и сбегают от войны и фактического апокалипсиса на соседний континент Граад, где их настигает международная полиция.
Тереша ранят и арестовывают, но его друзья успевают скрыться. В больнице допрашивающий Тереша офицер рассказывает, что не знает о пропаже девочек и даже фотография с их последнего вечера содержит только трёх мальчиков, держащих зонт над пустотой. Он намекает, что это может быть какая-то аномалия, и просит Тереша связаться со своими друзьями и отговорить их от дальнейших поисков. В это же время сбежавший Йеспер сжигает памятные вещи, оставшиеся от девочек, а Хан, наоборот, скитается в качестве бездомного по Грааду, пытаясь удержать в голове воспоминания о своей возлюбленной, черты лица которой он уже не может вспомнить. По-видимому, наступившая Серость поглотила воспоминания про девочек, о которых и до этого все (кроме героев) успели забыть.
Параллельно основной сюжетной линии, в книге вставками появляется бывший одноклассник главных героев — коммунист и нигилист Зиги. В школьные годы он устраивает дебош и пытается подражать своему кумиру — Светочу-нигилисту Амброзиусу Сен-Миро, а в настоящем бродит в Серости, встретив там призрака известного коммуниста Нильсена, споря с ним об устройстве мира, роли коммунизма и Серости.
В книге присутствует также эпилог, опубликованный отдельно на сайте автора, представляющий собой зарисовку из жизни известного композитора, коммуниста и революционера Эмиля Митреси. Его музыку, похожую на скрежет, никто не оценивает, кроме математика и революционера Иона Родионова (в книге упоминаемого как человека, изучившего принцип работы Серости), и его сына Амброзиуса Сен-Миро. Вместе они предсказывают будущее, в том числе и кончину города Ревашоль, на который в момент основного сюжет сбрасывается атомная бомба.

## Мир Элизиума
Действие разворачивается в том же вымышленном мире, что и в игре «Disco Elysium». В книге не дается чёткого объяснения многим терминам, из-за чего незнакомому с игрой читателю могут быть непонятны многие процессы, на которых базируется сюжет. В то же время, обе значительно расширяют вселенную и полны взаимных отсылок.
Например, если в игре обсуждать с окружающими грядущий конец света и обдумать мысль «Коп Апокалипсиса», то Гарри Дюбуа и сам Ревашоль предскажут уничтожение города через ~9300 дней (22 года), что произойдет при жизни Йеспера и других героев романа (в главе «Доброй ночи, Анни» дизайнер Йеспер говорит о бомбардировке города Ревашоль Коалицией).
Природа Серости раскрывается в романе лишь намёками, однако упоминается о наступлении её на изолу. Даётся более подробное описание коммунистической идеологии внутри мира Элизиума, её деятелей и их идей, а также влияние коммунизма на Серость: своими принципами он способен остановить её расширение, но не выполнил свою задачу и неизбежно привёл к трагедиям.

## Критика
Литературовед Иоганна Росс отметила, что, хотя произведение Курвица редко переходит грань между фантастической и нефантастической литературой, она почувствовала живой отголосок обоих жанров.
Фантаст Як Томберг классифицировал роман, как принадлежащий к жанру фантастического реализма: «С литературно-теоретической точки зрения роману «Святой и страшный аромат» удаётся динамически использовать две жанровые тенденции, до сих пор далекие друг от друга в общепринятой системе жанров: реалистичность и фантастичность. Особенно ему удаётся изобразить исконную внутреннюю общность этих тенденций, и таким образом он является „нашим личным небольшим доказательством“ того, что мировая литература начала XXI века в традиционном понимании — это воплощение различных проявлений нового производительного реализма».
Использование специфических названий в новых географических и культурных контекстах запутало некоторых критиков относительно места действия произведения (в частности, некоторые названия напоминали шведские). Многие критики (например, Рейн Рауд, Пеэтер Хельме и Маниаккиде Тянав) критиковали отсутствие у романа удовлетворительной концовки, признавая другие его достоинства. Однако писательница Тройну Мерес заметила на это, что в конце книги все фрагменты решения загадки даны читателю, и всё, что тому остаётся — самому сложить их.
Рецензенты оценили языковую современность и новаторство романа Курвица, а также высокий уровень реализма в описаниях.